# سيلسو برانت
سيلسو برانت هو كاتب وشاعر وسياسي برازيلي، ولد في 16 ديسمبر 1920 في ديامانتينا في البرازيل، وتوفي في 24 أبريل 2004 في بيلو هوريزونتي في البرازيل. انتخب federal deputy of Minas Gerais ‏.